# Schafteich
Das Naturschutzgebiet Schafteich liegt im Landkreis Zwickau in Sachsen. Es erstreckt sich nördlich der Kernstadt von Limbach-Oberfrohna. Nordöstlich des Gebietes verläuft die A 72, südlich die S 243 und westlich die S 242. Der namensgebende Teich wird vom Pfarrbach, einem Zufluss des Frohnbachs, durchflossen.

## Bedeutung
Das 30,8 ha große Gebiet mit der NSG-Nr. C 84 wurde am 25. Juni 1997 unter Naturschutz gestellt. 